# Ángel de Andrés
Ángel de Andrés Miquel (Madrid, 25 de mayo de 1918-íd., 6 de agosto de 2006) fue un empresario teatral y actor español. Tío del también actor Ángel de Andrés López (1951-2016).

## Biografía
Nacido en el castizo barrio de Chamberí, destacó en todos los géneros interpretativos, aunque quizá se le recuerda más por sus papeles cómicos, tanto en teatro como en cine, revista y televisión. En 1940 entró a formar parte de la compañía teatral de Rafael L. Somoza tras haber estado de turné con Pepe Isbert en 1939 y tras haber debutado antes en 1938 teatralmente con el director Salvador Videgain García. Posteriormente pasó a la Compañía Nacional María Guerrero donde estrena Dulcinea, y de ahí, de nuevo al teatro cómico, esta vez junto a Isabel Garcés junto a la que estrena, entre otras, Tú y yo somos tres (1945) de Jardiel Poncela, Tánger (1945), de Joaquín Calvo Sotelo, Arsénico y encaje antiguo (1945) de Joseph Kesselring, y Diario íntimo de la tía Angélica (1946), de José María Pemán. Finalmente formaría su propia compañía teatral junto a Antonio Casal triunfando con A lo loco de José Padilla, Las cuatro copas, ¡Vengan líos! y Los 4 besos. Triunfó tanto en el género de la comedia, el drama y la revista musical. Precisamente en esta fueron algunos de sus últimos trabajos: Las castigadoras, Las corsarias, Qué cuadro el de esquina a Velázquez o la reposición de Las Leandras. 
En el teatro fue uno de los grandes de las décadas de 1950-1970, actuó en el Circo Price de Madrid y ejecutó algunos de sus mayores éxitos siempre al lado de grandes profesionales de las tablas.
En cine, llegó a intervenir en más de 100 películas, desde Fin de curso (1943) hasta Esquilache (1989). Especialmente recordadas son sus actuaciones en La fe (1947), Historias de la radio (1955) o 091, policía al habla (1960) de José María Forqué.
Fue también uno de los pioneros de la radio y en Televisión Española, actuando incluso en las emisiones de prueba, recordándose programas como Los lunes con Ángel o Sonría, por favor. Uno de sus últimos trabajos en el medio fue la serie Celia, con dirección de José Luis Borau. Además fue amigo personal de políticos como Adolfo Suárez González y José María Álvarez del Manzano.
Fallece el 6 de agosto de 2006 a los 88 años.

## Filmografía
- Fin de curso (1943)
- Tierra sedienta (1945)
- La pródiga (1946)
- Senda ignorada (1946)
- Dulcinea (1947)
- Confidencia (1947)
- La fe (1947)
- Jalisco canta en Sevilla (1948)
- La calle sin sol (1948)
- Don Quijote de la Mancha (1948)
- ¡Fuego! (1949)
- Currito de la Cruz (1949)
- El Santuario no se rinde (1949)
- Tres ladrones en la casa (1950)
- Tercio de quites (1951)
- Me quiero casar contigo (1951)
- Fantasía española (1953)
- Historias de la radio (1955)
- Manolo, guardia urbano (1956)
- Un abrigo a cuadros (1957)
- El hincha (1958)
- Pasa la tuna (1960)
- 091, policía al habla (1960)
- Las estrellas (1962)
- El secreto de Tomy (1963)
- La pandilla de los once (1963)
- La batalla del domingo (1963)
- Tú y yo somos tres (1964)
- Fin de semana (1964)
- Mi canción es para ti (1965)
- ¡Es mi hombre! (1966)
- El padre Manolo (1966)
- Aquí mando yo (1967)
- La mujer de otro (1967)
- El marino de los puños de oro (1968)
- De picos pardos a la ciudad (1969)
- ¡Se armó el belén! (1970)
- Dulcinea del Toboso (1970)
- Don Erre que erre (1970)
- Con ella llegó el amor (1970)
- Secuestro a la española (1972)
- Casa Flora (1973)
- El mejor regalo (1975)
- No quiero perder la honra (1975)
- Brujas mágicas (1981)
- Cristóbal Colón, de oficio... descubridor (1982)
- La canción de los niños (1982)
- Las autonosuyas (1983)
- Juana la loca... de vez en cuando (1983)
- El Cid cabreador (1983)
- Esquilache (1989)

## Trayectoria en TV
- Hogar, dulce hogar (1959)
- Gran parada (1960-1963)
- Cita con el humor (1963)
- Los lunes con Ángel (1964-1965)
- Sonría, por favor (1964-1965)
- Musical 14'05 (1965-1966)
- La casa de los Martínez (1971)
- Los maniáticos (1974)
- Antología de la Zarzuela (1980)
- Las pícaras (1983)
- La comedia musical española (1985)
- La voz humana (1988)
- La forja de un rebelde (1990)
- Eva y Adán, agencia matrimonial (1990)
- Celia (1992)
- Tío Willy (serie de TV) 1 episodio (1998)

## Premios
Poseía entre otros:
- Gran cruz de la orden civil de la beneficencia (1976)
- Caballero de la orden Isabel la Católica en 1961
- Medalla al mérito en el trabajo
- Medalla al mérito a las Bellas Artes